# Sebastiano Andreantonelli
Sebastiano Andreantonelli (Ascoli Piceno, 1594 – Ascoli Piceno, 1643) è stato un presbitero e storico italiano. L'opera per la quale è maggiormente conosciuto è la Historiae Asculanae.
Ricordato come uomo di raffinata erudizione si dimostrò fin da giovanissimo incline a diverse discipline ed il suo ingegno ed i suoi interessi lo condussero a distinguersi in più campi della conoscenza quali la storia, la poesia e la giurisprudenza.
La figura dello storico è soprattutto nota e considerata come la più importante tra quelle degli autori di memorie dell'antichità della cultura della città di Ascoli Piceno. Si deve alla sua accurata e minuziosa opera di ricerca la scrittura della Storia di Ascoli. Le sue opere sono da sempre apprezzate ed accreditate come solida fonte di riferimento per la conoscenza delle vicissitudini cittadine, spesso corredate anche da numerose citazioni epigrafiche. È stato menzionato anche tra i più illustri scrittori nazionali da Giammaria Mazzucchelli e da Girolamo Tiraboschi che cita l'Historiae Asculanae, nel III libro, tomo III, della sua Storia della Letteratura Italiana.
La città di Ascoli ha intitolato a suo nome una via del centro storico (una "rua" secondo la dicitura utilizzata nella toponomastica ascolana) dove si trova la casa in cui è nato.

## Biografia
L'assenza di fonti documentali non consente di trovare molte informazioni sulla sua vita. Sappiamo comunque che nacque da una nobile famiglia e fu allievo di Erennio Massimi, canonico ascolano e suo precettore.
Dall'anno 1612 s'impegnò nella ricerca di notizie sulla storia della sua città, consultando molti archivi per riunire quanto necessario a raccogliere le memorie della storia patria. Di tutto questo si trova traccia in due delibere del Consiglio degli Anziani di Ascoli che recano rispettivamente le date 6 ed 11 dicembre 1612 nelle quali il Consiglio stesso accoglie, all'unanimità, le richieste presentate dall'Andreantonelli per la consultazione «di libri, scritture e privilegi della segreteria» utili alla stesura ed alla descrizione delle cose celebri di Ascoli.
In seguito si trasferì a Roma dove conseguì il dottorato in giurisprudenza con gli insegnamenti di Pompeo Ugonio.
Ordinato sacerdote, il giorno 1º giugno 1620 fu nominato preposto, dal vescovo Sigismondo Donati, della chiesa di Santa Maria Assunta presso Spinetoli, parrocchia di cui prese possesso il 16 giugno dello stesso anno. Qui restò fino al 1639. Durante questo periodo si divise tra gli impegni della vita religiosa e la stesura della sua Historiae Asculanae, tralasciando l'esercizio della professione forense. Spese parte della sua vita anche nella cittadina calabra di Mileto, dove ricoprì l'incarico di vicario generale del cugino, il vescovo minorita Virgilio Capponi. Rientrò nella sua città natale dopo la morte del Capponi ricevendo i titoli di canonico del duomo di Sant'Emidio e di protonotario apostolico.
La vastità delle sue conoscenze avvicinò l'Andreantonelli alle maggiori Accademie italiane quali la Romana e la Partenope, fu anche Principe dell'Accademia degli Imperfetti della città di Ascoli che aveva come motto Perfecta producam.
Andreantonelli morì nel 1643, all'età di soli quarantanove anni.
Per celebrarne la morte Domenico Urbani Veneto scrisse la lirica Ascoli Sospirosa, una lunga ode dedicata allo storico ascolano, in cui si legge:
«Ascoli tu, che dalle stelle avesti

Con l'inclito natal Ciel si benigno;

Tu ch'hai partorir quel Cigno,

Che nel Ciel della gloria orna i tuoi gesti.»
Le sue spoglie furono accolte dalla cripta di Sant'Emidio dove ancora oggi si trova la lapide con l'epigrafe che gli Imperfetti dedicarono alla sua memoria:
«SEBASTIANO ANDREANTONELLO J.C. HVIVS BASILICAE CAN.co MILETI VICARIO PROTHON.o APOSTOL.o POETAE HISTORICO ANTIQVARIO LEPIDISS.o CANDIDISS.o VERSATO QVI VIVENS INTER ROMANAS ET PARTHENOPAEAS ACADEMIAS COMMENDATVS LVSIT ASCVLANAM IMPERFECTORVM CVIVS MODERATOR OCCIDIT ILLVSTRAVIT EADEM ACADEMIA PRINCIPI DE SE B. M. L. L. P. A.o D.m M. DCXLIII.»
“A Sebastiano Andreantonelli giureconsulto, canonico di questa cattedrale, vicario vescovile di Mileto, protonotario apostolico, poeta, storico, erudito, letterato assai elegante e raffinato che in vita coltivò gli studi umanistici con grande onore presso le Accademie Romana e Partenope, rese illustre l'Accademia Ascolana degli Imperfetti, della quale fu rettore e in tale carica venne a morte. La stessa Accademia al proprio presidente con affetto ed animo grato pose nell'anno del Signore 1643.”

## Opere
Tutti i suoi testi, scritti in latino, furono dati alle stampe, a cura dei suoi nipoti Francesco Antonio e Carlo Celidonio Andreantonelli, dopo la sua morte.
Nella città di Ascoli, presso l'Archivio Storico Comunale, a conferma della divulgazione che ebbero i suoi libri si trova riportato nel volume 281 del Libro delle spese, recante data 28 giugno 1713, l'annotazione della delibera del Consiglio dei Cento e della Pace, del 14 maggio 1713, in cui si corrispondevano uno scudo e 25 baiocchi a Girolamo Morelli che aveva inviato un volume della Storia di Andreantonelli alla cittadina di Senigallia dove sarebbe stato conservato per la pubblica consultazione.

### Historiae Asculanae
Questo testo, suddiviso in quattro libri, rappresenta la sua opera maggiore. Fu lasciato dallo scrittore senza una completa revisione a causa della sua prematura scomparsa. Cercarono di completarlo e correggerlo i nipoti materni, i quali dichiararono apertamente di non sentire di avere l'adeguata preparazione.
- Il Liber Primus tratta delle Antiquitates. In questo volume l'autore riporta la descrizione della morfologia del territorio di Ascoli, le origini storiche della città, aggiungendo riferimenti alle leggende tramandate sulla sua fondazione, notizie sull'allargamento territoriale del Piceno, l'interpretazione ed il possibile significato da attribuire allo stemma municipale, gli usi e costumi degli ascolani, le divinità adorate in città ed il culto particolare per Ancaria, oltre all'origine del toponimo.
- Nel Liber Secundus riferisce la storia di Ascoli includendo il periodo preromano e romano arrivando fino a quello della guerra sociale.
- Nel Liber Tertius tratta della guerra dei socii italici contro la città di Roma coprendo l'arco di tempo compreso tra il 90 e l'88 a.C. Il testo contiene, inoltre, notizie della storia patria fino all'anno 1426. Nella stesura l'autore riserva un particolare risalto alle figure di Gaio Vidacilio, valoroso condottiero ascolano che si uccise alla presenza dei suoi concittadini per onore, e di Publio Ventidio Basso.
- Nel Liber Quartus raccoglie le testimonianze sulla storia delle personalità ascolane più illustri. Lo storico le elenca con sistematicità e le suddivide secondo categorie di appartenenza, come: santi, beati, vescovi, giureconsulti, letterati, medici, scienziati e militari. In questo volume è stato dedicato ampio spazio al primo vescovo di Ascoli sant'Emidio e ad altri esponenti consacrati a vita religiosa, tra i quali i più noti sono: il beato Corrado, papa Niccolò IV, san Giacomo della Marca.

### Asculanae Ecclesiae historiarum liber unicus
Questo testo tratta della storia della chiesa ascolana. Nella prima parte l'autore riporta notizie particolareggiate su tutte le chiese e tutte le istituzioni religiose presenti nella città. Nella seconda parte elenca la cronotassi dei vescovi e narra la storia e le vicissitudini della diocesi di Ascoli Piceno.

### Breve ristretto dell'historia asculana
Il volume è costituito da una versione ridotta del libro della Historiae Asculanae, fu stampato in lingua italiana nella città di Ascoli nell'anno 1676.

### Rime
Volumetto in cui sono raccolti i suoi componimenti poetici. In questi l'autore descrive l'amenità dei luoghi ed il suo attaccamento per la pace.